# 穆斯利姆·萨利霍夫
穆斯利姆·穆罕默多维奇·萨利霍夫（羅馬化：Muslim Magomedovich Salikhov；又译穆斯里穆·塞利霍夫），男，1984年6月出生于原苏联达吉斯坦共和国马哈奇卡拉红军城（现俄罗斯联邦境内）。世界级散打运动员，北京2008武術比賽散手冠军。前俄罗斯总统普京的保镖、陪练，总统亲卫队搏击教练。

## 簡歷
他10岁起于前苏联“五角星”武术学校，跟随马卡马耶夫·古辛·以撒格托维奇教练学习中国武术散打。在2004年获得欧洲锦标赛冠军后，他感觉在欧美已经鲜有对手时，来到了散打武术的发源地——中国切磋武艺。
他在中国的挑战赛几乎一路凯歌，特别是在2006年的“江中杯”首届国际武术搏击KFK争霸赛中，他一人连挫四名中国散打高手：薛凤强、巴特尔、青格勒與张亭宾，最终成功夺得“超霸王中王”的宝座。經此一战成名，让所有世界水平的散打运动员刮目相看。
2008年，他一举夺得搭配北京奥运会舉辦的北京2008武術比賽散打金牌。

## 生涯戰績
- 战绩：184场胜，4场负。

## 荣誉
- 2008北京2008武術比賽金牌
- 2006年首届国际武术搏击争霸赛KFK“超霸王中王”获得者
- 2006年第三届散打世界杯80KG冠军
- 2005年第八届国际武术锦标赛冠军
- 2004年欧洲锦标赛冠军

## 外部連結
- The First Non-Chinese Wins King of Sanda[永久]